# Oulad Sbaita
Oulad Sbaita (àrab أولاد سبيطة) és una comuna rural de la província de Sidi Bennour de la regió de Casablanca-Settat. Segons el cens de 2014 tenia una població total de 25.650 persones.